# Visita de Estado de Isabel II del Reino Unido a Rusia
La visita de Estado de Isabel II del Reino Unido a Rusia fue una visita oficial de la reina Isabel II del Reino Unido de Gran Bretaña e Irlanda del Norte y su esposo Felipe, duque de Edimburgo, a Rusia, el 17 al 20 de octubre de 1994. Su anfitrión fue el entonces presidente de Rusia, Boris Yeltsin, y la cabeza política de la delegación británica el secretario de Relaciones Exteriores británico, Douglas Hurd. Fue la primera y única visita de un monarca británico reinante a territorio ruso, y se considera una de las visitas estatales más importantes de Isabel II durante su reinado.

## Antecedentes

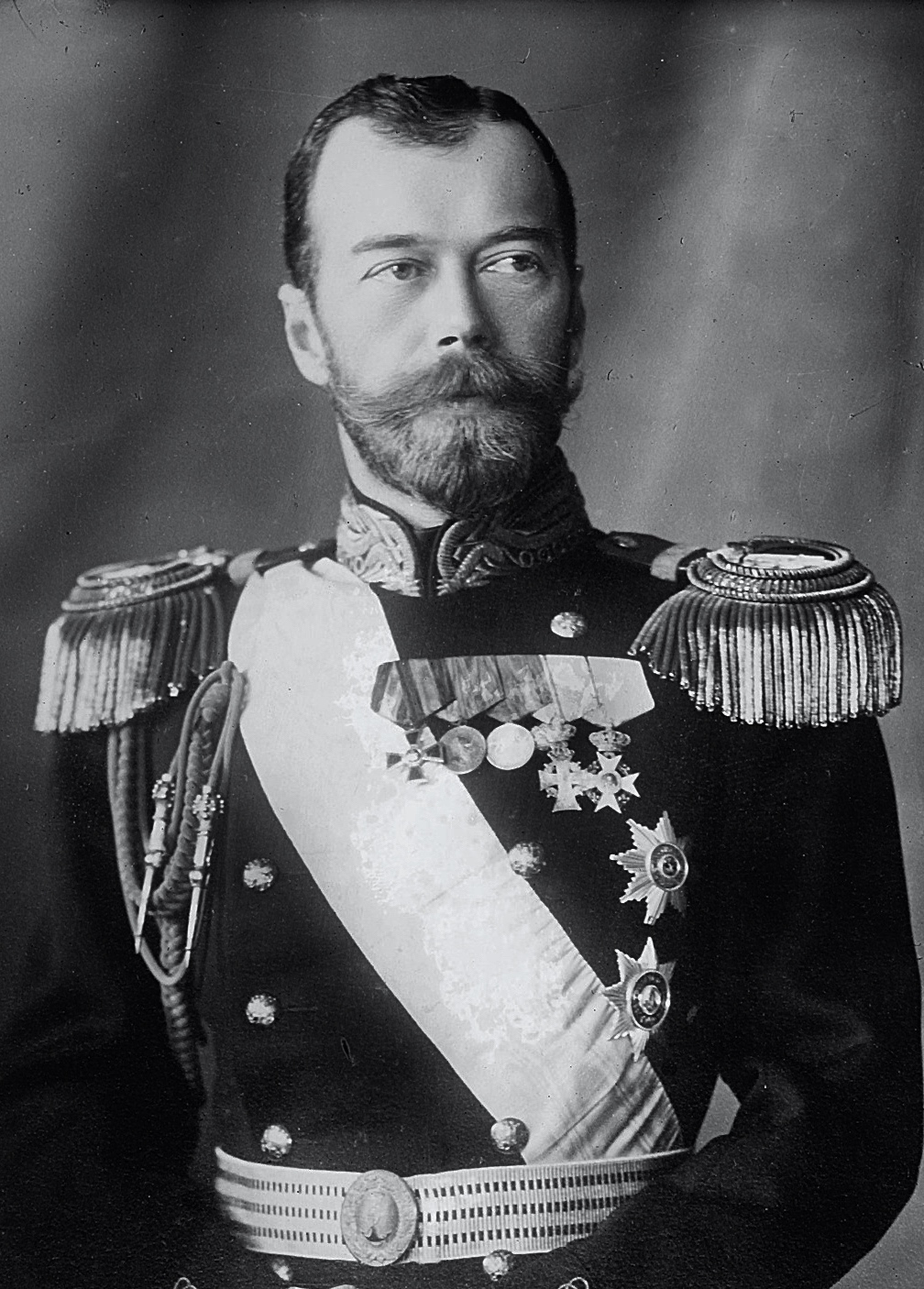
El asesinato de Nicholas II impidió los viajes reales a Rusia y la Unión Soviética.

El asesinato de Nicolás II y su familia en 1918 impidió que se realizaran viajes reales a Rusia y la Unión Soviética. En 1967, cuando se le preguntó al príncipe Felipe si iría a Moscú para ayudar a aliviar las tensiones de la Guerra Fría, dijo que «le gustaría mucho ir a Rusia», aunque los «bastardos asesinaron a la mitad de mi familia». En septiembre de 1973, el Príncipe Felipe asistió al Campeonato Europeo de Concurso Completo en Kiev como presidente de la Federación Ecuestre Internacional con su hija, la Princesa Ana. Se convirtieron en los primeros miembros de la familia real británica en visitar la Unión Soviética desde la ejecución de Nicolás II de Rusia.
En 1989, Mijaíl Gorbachov realizó una visita oficial al Reino Unido en la que conoció a la Reina. La Reina y Gorbachov se encontraron nuevamente en julio de 1991 en la 17.ª cumbre del G7 en Londres. A pesar de esto, la Reina rechazó una invitación de Gorbachov para visitar la Unión Soviética. Tras la disolución de la Unión Soviética, el príncipe Carlos visitó San Petersburgo en mayo de 1994 y la reina aceptó una invitación del presidente Boris Yeltsin para visitar el país en octubre de ese año.
El 15 de octubre de 1994, el príncipe Carlos aprobó la biografía de Jonathan Dimbleby titulada El príncipe de Gales: una biografía. El libro causó controversia debido a la revelación del príncipe Carlos de que su padre, el príncipe Felipe, lo había presionado para que se casara con Diana Spencer y que nunca estuvo enamorado de ella. Se consideró que la biografía del príncipe Carlos eclipsó la visita en los medios británicos y los periódicos especularon sobre extractos de la biografía. El secretario de Relaciones Exteriores, Douglas Hurd, quien asistiría a la visita con la Reina, dijo que estaba preocupado por la forma en que «la charla de personas preocupadas por los titulares y la circulación masiva» afectaba a instituciones como la monarquía. Se informó que los asistentes que viajaban con la Reina pasaron gran parte de la visita minimizando la controversia.
Por el contrario, los medios rusos se centraron en la Reina y su popularidad en el Reino Unido y la cobertura de la visita en los periódicos y la televisión continuó durante varios días. The Washington Post describió a Rusia como en medio de un «boom minimonárquico», y algunas encuestas mostraron que hasta el 18 por ciento de los rusos estaban a favor del regreso a la monarquía. El príncipe Felipe dijo que la monarquía había prosperado en Gran Bretaña debido a que era apolítica, mientras que el zar «era, por constitución, el autócrata». Felipe no estaba convencido de que la gente en Rusia quisiera volver a las monarquías, a pesar de la presencia de partidos monárquicos, y dijo: «¿Los pretendientes realmente quieren volver? Porque no creo que sea un placer absoluto».
El primer ministro de Rusia, Viktor Chernomyrdin, no regresó como estaba previsto de unas vacaciones en el balneario de Sochi, en el Mar Negro, para recibir a la monarca, a pesar de figurar en el protocolo oficial británico como quien daría la bienvenida a Isabel II. El ministro de Asuntos Exteriores de Rusia, Andrei Kozyrev También estaba programado para saludar a la Reina, pero no regresó de Nueva York, donde asistía a las reuniones de las Naciones Unidas sobre Irak. Según los informes, Kozyrev estaba molesto con su homólogo británico Douglas Hurd por rechazar los planes de Rusia para resolver el conflicto iraquí.

## Eventos
Isabel II fue recibida en el Aeropuerto Internacional de Vnukovo en Moscú por el Primer Viceprimer Ministro Oleg Soskovets y una guardia de honor. Yeltsin y su esposa, Naina, dieron la bienvenida formal a la pareja real en el St. George's Hall en el Gran Palacio del Kremlin. Se quedaron en el Kremlin como invitados de Yeltsin. La reina asistió a una actuación de Giselle en el Ballet Bolshoi, sentada en el ‘palco del zar’ debajo del emblema estatal de la Unión Soviética. Llevaba una tiara que había adquirido ella misma en lugar de una de sus tiaras que había adquirido en otro lugar, como la Tiara de la Gran Duquesa Vladimir, para no ofender.
Al día siguiente, la Reina recorrió el Kremlin y la Plaza Roja y visitó una escuela de idioma inglés antes de asistir a un banquete estatal organizado por el presidente Boris Yeltsin. En el banquete, la Reina se dirigió a Yeltsin y le dijo: «Tú y yo hemos pasado la mayor parte de nuestras vidas creyendo que esta noche nunca podría suceder. Espero que estés tan encantado como yo de que se demuestre lo contrario». Dejó una ofrenda floral en la Tumba del Soldado Desconocido cerca del Muro del Kremlin en conmemoración de las bajas de la Segunda Guerra Mundial. Isabel II se reunió con el alcalde de Moscú Yury Luzhkov fuera de la Catedral de San Basilio y también se reunió con el Patriarca Alexy II, el primado de la Iglesia Ortodoxa Rusa.
La Reina voló a San Petersburgo el 19 de octubre, donde visitó la Fortaleza de Pedro y Pablo, fue a una iglesia católica y conoció a niños huérfanos locales. Isabel II partió de Rusia a bordo de un yate el 20 de octubre de 1994. Antes de regresar al Reino Unido, realizó una visita oficial a Finlandia.

## Legado
Boris Yeltsin dijo que la visita a Rusia fue el «máximo reconocimiento de que nuestro país está en el camino hacia la democracia» y su principal portavoz, Viacheslav Kostikov, dijo que la visita de la Reina era una prueba de la ruptura de Rusia con su pasado totalitario. Kostikov agregó que sabían que la reina británica nunca habría visitado un país comunista. Tras la visita, un partido realista ruso anunció que había acumulado 800.000 firmas en apoyo de un referéndum sobre si se debería establecer una monarquía constitucional en Rusia.
En su Mensaje de Navidad de 1994, la Reina reflexionó sobre cómo habían cambiado los tiempos y señaló que «nunca pensó que sería posible en [su] vida» asistir a un servicio en la Catedral de San Basilio. El príncipe Felipe realizó otra visita en solitario a Rusia en julio de 1995 como presidente del Fondo Mundial para la Naturaleza. En el 2003, la Reina acogió la visita de Estado de Vladímir Putin al Reino Unido y en 2014 ambos se reencontraron durante un acto conmemorativo del Día D en Francia.

### En la cultura popular
La visita se representa en el episodio Casa Ipatiev en la temporada 5 de la serie de televisión The Crown.